# Kangaroo
El Kangaroo era un transporte blindado de tropa de la Segunda Guerra Mundial. Creado por los canadienses a partir de los chasis de distintos carros de combate como el Ram o el Churchill. Pronto fue adoptado también por los británicos por su buena maniobrabilidad para acompañar a los carros de combate.

## Historia
Desde 1943 algunos carros ligeros M3 Stuart habían sido reconfigurados para servir como transporte de tropa, retirándoles la torreta y acondicionando el interior.
Pero los primeros "Canguros" se confeccionaron para la invasión de Francia en 1944, a partir del M7 Priest a los que se les retiraron los cañones de 105mm y se les soldaron planchas de acero para cubrir el hueco. Cada uno de los vehículos así reconfigurados podía transportar diez hombres.
En el frente italiano se hicieron conversiones similares a partir de carros M4 Sherman III.
En julio de 1944, el Ejército Canadiense del Teniente General Harry Crerar estaba preocupado por la escasez de personal debido a las pérdidas en combate. Aunque las fuerzas británicas y canadienses habían recibido algunos vehículos blindados de transporte de tropas M3 Half-track estadounidenses, la oferta se redujo considerablemente en este punto debido a la necesidad de los propios estadounidenses, por lo que El Teniente General Guy Simonds, comandante del II Cuerpo Canadiense, ideó los "Canguros" como una alternativa improvisada a los vehículos blindados de transporte de tropas construidos con ese fin.